# Musikåret 1940

## Händelser

### Maj
- 31 maj – Den lyriska sviten Förklädd gud, med musik av Lars-Erik Larsson och text av Hjalmar Gullberg, uruppförs i Sveriges Radio.

### Med okänt datum samt allmänna notiser
- Ett flertal jazzkonserter arrangerades till stöd för det krigsdrabbade Finland.[1]
- Få utländska artister kom till det isolerad Sverige under beredskapsåren. Ett undantag var Diana Miller som närmast kom från Oslo. Hon fick kontrakt med China-Varietén.[1]
- Dansrestaurangen Fenix-Kronprinsen i Stockholm slår igen. Närmast drabbad är Håkan von Eichwalds stora orkester.[1]
- Hülphers och von Eichwalds orkestrar, som varit ledande under 30-talet försvinner. Hülphers orkester eftersom de gjort en turné i Tredje Riket. De nya ledande orkestrarna är Seymour Österwalls (Seymours) och Thore Ehrlings.[2]
- De största svenska orkestrarna har normalt en besättning om 11-12 musiker, samt en refrängsångerska.[3]
- Eftersom många orkestermusiker inkallades till beredskapstjänstgöring fick orkestrarna problem och måste söka efter tillfälliga ersättare. Unga amatörer nyttjades flitigt för att fylla luckorna. Om de var skickliga kunde karriären till en topposition gå mycket snabbt.[4]
- De inkallade hade stort behov av underhållning. Fältorkestrar, spelplutoner skapades och fältartister anlitades därför för att underhålla de inkallade. Också civila artister nyttjades. Ulla Billquist var en av dessa.[5]
- Det råder Alice Babs-feber och flera talangtävlingar anordnas för unga flickor som drömmer om att bli en ny "Babs".[1]
- Nils Hellström kommer med den första svenska jazzboken, Jazz – historia, teknik, utövare.[6][7]
- Den elektroakustiska gitarren kommer till Sverige. Jazzgitarristen Sven Stiberg ville testa den stora nyheten och fick en stark elektrisk stöt när han tog gitarren i sin hand vid provspelningen. Han gillade ändå sin nya Gibson, men någon akustik fanns just inte i gitarren. Elektrisk var den men inte akustisk – ännu.[8]

## Årets singlar & hitlåtar i Sverige
- Alice Babs - Alice i tyrolen[9]
- Alice Babs  - Ett glatt humör[10]
- Alice Babs  - Fjällgatans serenad[11]
- Alice Babs   - Jitterbug från Söder[12]
- Alice Babs  - Vårat gäng[13]
- Billquist, Ulla – Min soldat[14]
- Billquist, Ulla & Gösta Jonsson - Vi ha så mycket att säga varandra[15]
- Billquist, Ulla & Sven-Olof Sandberg - Obligationsmarschen[16]
- Billquist, Ulla & Sven-Olof Sandberg - Det går över...[17]
- Billquist, Ulla - Säg det med ett leende[18]
- Bode, Johnny - Det kommer en vår[19]
- Brandelius, Harry - Ungmön på Kär(r)ingön[20]
- Dahlquist, Lasse - Mr. Mac McGormac[21]
- Gerhard, Karl - (Den ökända) hästen från Troja
- Grönberg, Åke - En afton på Öljaren[22]
- Jularbo, Calle - Nya Värmlandsvalsen[23]
- Persson, Edvard – Jag har bott vid en landsväg
- Persson, Edvard – Kalle på Spången
- Sandberg, Sven-Olof - Med dej i mina armar
- Taube, Evert - Rosa på bal
- Wigert, Sonja - De vackraste orden[24]
- Wigert, Sonja - Hennes melodi
- Flera (Se Smdb) - En liten stjärna föll[25]

## Filmmusik i Sverige
Här listas sånger som förekommer i svenska filmer 1940 och som gavs ut på skiva. Ca 7 av dessa 32 sånger blev slagnummer. Totalt hade 36 svenska spelfilmer premiär under året. På Svensk mediedatabas finns uppgifter om kompositör och textförfattare.
- Kronans käcka gossar – premiär 15 januari[27]
  - "Och skutan la' ut igen"[28]
- Familjen Björk – premiär 21 januari[27]
  - "Vår egen lyckas smed"[29]
- Hjältar i gult och blått – premiär 16 februari[27]
  - "Lycko-Per"[30]
  - "Våra flammor och gummor och mammor"[31]
- Lillebror och jag  – premiär 11 mars[27]
  - "Får jag bli er gondoljär, signorina?"[32]
  - "Jag är en glad tyrolare"[33]
  - "På sätervallen"[34]
- Blyge Anton – premiär 6 maj[27]
  - "Av ren välgörenhet"[35]
  - "Vid brasan"[36]
- Kyss henne! – premiär 17 maj[27]
  - "Det kommer en vår"[37][38]
  - "Mademoiselle"[39]
  - "Vi har så mycket att säga varandra"[40][38]
- Snurriga familjen – premiär 19 augusti[27]
  - "Stopp!"[41]
- Hennes melodi – premiär 16 september[27]
  - "Hennes melodi"[42][38]
- Vi masthuggspojkar – premiär 23 september[27]
  - "Mr. Mac McGormac"[43][38]
  - "Slack i focken pojkar"[44]
- Karusellen går – premiär 5 oktober[27]
  - "Karusellen går"[45]
  - "Tala inte om Tyrolare"[46]
- Den Blomstertid…  premiär 28 oktober[27]
  - "Måsöhambo"[47]
- Alle man på post – premiär 6 november[27]
  - "Alle man på post"[48]
- Med dej i mina armar – premiär 9 november[27]
  - "Du eller ingen"[49]
  - "Med dej i mina armar"[50][38]
- Gentleman att hyra– premiär 18 november[27]
  - "Jeanette"[51]
  - "Smått förälskad"[52]
- Swing it, magistern! – premiär 21 december[27]
  - "Oh boy"[53]
  - Regntunga skyar[38]
  - Swing it, magistern![38]
  - "Swing ling-lej"[54]
- En sjöman till häst – premiär 26 december[27]
  - "Alla är vi sjömän"[55]
  - "Efter alla dessa år"[56]
  - "Oh, vad det är ljuvligt"[57]
  - "Vi har gungat uppå havet"[58]

## Revymusik i Sverige
- Gösta Jonssons rytmiska revy[59]
- Ulla Billquist - Blommornas torg
- *Det kommer en vår[60]
- Hälsa till pojkarna därute[61]
- Naemi Briese - Min Soldat
- Karl Gerhards revy[59]
- Det ska vara feda breda pågar
- Hurra, hurra vad det är roligt i Moskva
- Karl Gerhards sommarrevy Gullregn"[59]
- Karl Gerhard - Den trojanska hästen (Hästen från Troja)
- Gullregn över stan
- Revyn "Flaggan i topp" på Södra Teatern[59]
- Margit Manstad - Giv plats för ett leende. Text: Dardanell (=Tor Bergström)
- Margit Manstad - Hennes lilla historia.
- Greta Liming/Stina Sorbon - Två små flickor i en revy.
- Margit Sylvén/Stina Sorbon - Varje litet hjärta har en hemlighet.

## Aktiva svenska artister
- Alice Babs
- Arefeldt, Sven
- Brandelius, Harry
- Billquist, Ulla
- Bode, Johnny
- Dahlquist, Lasse
- Gerhard, Karl
- Grönberg, Åke
- Jonsson, Gösta
- Juel, Karin
- Jularbo, Calle
- Lapp-Lisa
- Leander, Zarah
- Miller, Diana
- Persson, Edvard
- Sandberg, Sven-Olof (SOS)
- Sjöbeck, Sonia
- Taube, Evert
- Walter, Andrew
- Wigert, Sonja
- Österwall, Irmgaard

## Aktiva svenska orkestrar och combon
- Arne Hülphers orkester
- Einar Groths orkester
- Erik Franks swingkvartett/orkester
- Nisse Linds trio/orkester
- Sam Samsons orkester
- Seymours orkester
- Sven Arefeldts orkester
- Svenska Hotkvintetten
- Thore Ehrlings orkester
- Waldimirs orkester
- Willard Ringstrands orkester
- Åke Fagerlunds orkester

## Aktiva svensa kompositörer och textförfattare

### Kompositörer[26]
- Jokern (Nils Perne)
- Jules Sylvain (Stig Hansson)
- Kai Gullmar (Gulli Bergström)
- Miguel Torres, Oleg Quist (Helge Roundquist)
- Sven Arefeldt
- Lasse Dahlquist
- Calle Jularbo
- Alvar Kraft
- Lars-Erik Larsson
- Sven Paddock
- Evert Taube
- Philip Widén

### Textförfattare[26]
- Charles Henry (Henry Henrüd)
- Fritz Gustaf (Fritz Sundelöf)
- Gus Morris (Gustaf Wahlenius)
- Jokern (Nils Perne)
- Leander (Staffan Tjerneld)
- Miguel Torres, Oleg Quist (Helge Roundquist)
- Sven Arefeldt
- Lasse Dahlquist
- Hasse Ekman
- Alf Henrikson
- Sven Paddock
- Evert Taube

## Skivindustrin i Sverige
Skivmärken som kom med nya skivor för svenska marknaden 1940:
- Cameo
- Columbia
- Dacapo
- Hemmets Härold
- Husbondens Röst
- Odeon
- Polyphon
- Scala
- Silverton
- Sonata
- Sonora
- Sonora Swing
- Telefunken (Telestar)
- Tono

## Födda
- 11 januari – Bertil Bertilson, svensk musiker, kompositör, sångare och en av medlemmarna i Rockfolket.
- 19 februari – Smokey Robinson, amerikanska sångare.
- 28 februari – Joe South, amerikansk popmusiker.
- 10 mars – Dean Torrence, amerikansk musiker i duon Jan and Dean.
- 12 mars – M.A. Numminen, finländsk artist, sångare, kompositör och författare.
- 15 mars – Phil Lesh, amerikansk musiker, basist i Grateful Dead.
- 1 april – Alf Nilsson, svensk oboist.
- 7 april – Jan W. Morthenson, svensk tonsättare.
- 12 april – Herbie Hancock, amerikansk jazzmusiker, pianist och kompositör.
- 15 april – Ove Engström, svensk sångare och kompositör.
- 19 april – Johnny Nash, amerikansk musiker.
- 5 maj – Lasse Åberg, svensk grafisk designer, musiker, konstnär, skådespelare, filmregissör och manusförfattare.
- 12 maj  – Lill Lindfors, svensk artist.
- 26 maj – Levon Helm, amerikansk musiker, trummis i The Band.
- 30 maj – Jan Lööf, konstnär, författare, serietecknare, jazzmusiker.
- 7 juni – Tom Jones, walesisk sångare.
- 8 juni – Nancy Sinatra, amerikansk sångare.
- 23 juni – Stuart Sutcliffe, brittisk basist, medlem i The Beatles, dog 1962.
- 2 juli – Robert Broberg, svensk artist.
- 7 juli – Ringo Starr, eg. Richard Starkey, brittisk trumslagare och sångare, medlem i The Beatles.
- 10 juli – Helen Donath, amerikansk operasångare (sopran).
- 19 augusti – Johnny Nash, amerikansk sångare.
- 9 oktober – John Lennon, brittisk sångare, gitarrist och låtskrivare, medlem i The Beatles.
- 13 oktober – Ingeborg Nyberg, svensk sångare och skådespelare.
- 14 oktober – Cliff Richard eg. Harry Roger Webb, brittisk rock- och populärsångare, skådespelare.
- 1 november – Barry Sadler, amerikansk sångare och författare.
- 29 november – Chuck Mangione, amerikansk jazzmusiker.
- 12 december – Dionne Warwick, amerikansk populärsångare.
- 4 december – Rune Carlsson, svensk trumslagare.
- 19 december – Phil Ochs, amerikansk sångare och kompositör.
- 21 december – Frank Zappa, amerikansk kompositör, musiker och sångare.
- 23 december – Jorma Kaukonen, amerikansk musiker, rythmgitarrist i Jefferson Airplane.

## Avlidna
- 18 februari – Rudy Wiedoeft, 47, amerikansk musiker, saxofonist.
- 20 juni – Jehan Alain, 29, fransk organist och kompositör.
- 20 juni – Emma Nevada, 81, amerikansk operasångare (sopran).
- 10 juli – Ignácz Caroly Beôrecz, 55, ungersk-svensk konstnär och musiker.
- 24 september – Charley Straight, 49, amerikansk pianist, orkesterledare och kompositör.
- 26 november – Ivar F. Andrésen, 44, norsk operasångare (basbaryton).

### Fotnoter
1. 1 2 3 4  Svensk Jazzhistoria vol. 4 ss 27-31.
2. ↑  Svensk Jazzhistoria vol. 4 s 3.
3. ↑  Svensk Jazzhistoria vol. 4 ss 4-5.
4. ↑  Svensk Jazzhistoria vol. 4 ss 1-3.
5. ↑  Svensk Jazzhistoria vol. 4 s 1.
6. ↑  Hellström Nils, red (1940). Jazz – historia, teknik, utövare. Stockholm: Tidskriften Estrad. Libris 1372351
7. ↑  Svensk Jazzhistoria vol. 4 s 33.
8. ↑  Svensk Jazzhistoria vol. 4 ss 16-17.
9. ↑  ”Svensk mediedatabas (SMDB)”. smdb.kb.se. https://smdb.kb.se/catalog/search?q=titel:%22Alice+i+tyrolen%22+typ:fonogram-%C3%A4ldre+datum:1940. Läst 18 mars 2019.
10. ↑  ”Svensk mediedatabas (SMDB)”. smdb.kb.se. https://smdb.kb.se/catalog/search?q=titel:%22Ett+glatt+hum%C3%B6r%22+typ:fonogram-%C3%A4ldre+datum:1940. Läst 18 mars 2019.
11. ↑  ”Svensk mediedatabas (SMDB)”. smdb.kb.se. https://smdb.kb.se/catalog/search?q=titel:%22fj%C3%A4llgatans+serenad%22+typ:fonogram-%C3%A4ldre+datum:1940. Läst 18 mars 2019.
12. ↑  ”Svensk mediedatabas (SMDB)”. smdb.kb.se. https://smdb.kb.se/catalog/search?q=titel:%22jitterbug+fr%C3%A5n+s%C3%B6der%22+typ:fonogram-%C3%A4ldre+datum:1940. Läst 18 mars 2019.
13. ↑  ”Svensk mediedatabas (SMDB)”. smdb.kb.se. https://smdb.kb.se/catalog/search?q=titel:%22v%C3%A5rat+g%C3%A4ng%22+typ:fonogram-%C3%A4ldre+datum:1940. Läst 18 mars 2019.
14. ↑  ”Svensk mediedatabas (SMDB)”. smdb.kb.se. https://smdb.kb.se/catalog/search?q=titel:%22min+soldat%22+person:%22ulla+billquist%22+typ:fonogram-%C3%A4ldre+datum:1940. Läst 18 mars 2019.
15. ↑  ”Vi ha så mycket att säga varandra. Tango ur "Kyss henne" (Sylvain, Söderblom) ; Mademoiselle. Foxtrot ur "Kyss henne" (Sylvain, Söderblom, Jokern) | Svensk mediedatabas (SMDB)”. smdb.kb.se. https://smdb.kb.se/catalog/id/000102911. Läst 18 mars 2019.
16. ↑  ”Det går över... Beredskapsvals (Lars-Erik Larsson, A Henrikson) ; Vi ska' tömma vår spargris "Obligationsmarschen" (Lars-Erik Larsson, Henrikson) | Svensk mediedatabas (SMDB)”. smdb.kb.se. https://smdb.kb.se/catalog/id/000102913. Läst 18 mars 2019.
17. ↑  ”Svensk mediedatabas (SMDB)”. smdb.kb.se. https://smdb.kb.se/catalog/search?q=titel:%22det+g%C3%A5r+%C3%B6ver%22+datum:1940+typ:fonogram-%C3%A4ldre. Läst 18 mars 2019.
18. ↑  ”Svensk mediedatabas (SMDB)”. smdb.kb.se. https://smdb.kb.se/catalog/search?q=titel:%22s%C3%A4g+det+med+ett+leende%22+typ:fonogram-%C3%A4ldre+datum:1939-1941. Läst 18 mars 2019.
19. ↑  Smdb
20. ↑  Smdb
21. ↑  Smdb 2
22. ↑  Smdb 2
23. ↑  Smdb 2
24. ↑  Smdb
25. ↑  Smdb
26. 1 2 3  Haslum Bengt, red (1982). Svensk populärmusik – visor, barnvisor, schlager, underhållningsmusik, jazz. Stockholm: SKAP och STIM:s informationscentral för svensk musik. sid. 293. Libris 349557
27. 1 2 3 4 5 6 7 8 9 10 11 12 13 14 15 16 17  Åhlander Lars, red (1980). Svensk filmografi. 4, 1940–1949. Stockholm: Svenska filminstitutet. Libris 141171. ISBN 91-85248-14-2
28. ↑  "Och skutan la' ut igen" på Svensk mediedatabas
29. ↑  "Vår egen lyckas smed" på Svensk mediedatabas
30. ↑  "Lycko-Per" på Svensk mediedatabas
31. ↑  "Våra flammor och gummor och mammor" på Svensk mediedatabas
32. ↑  "Får jag bli er gondoljär, signorina?" på Svensk mediedatabas
33. ↑  "Jag är en glad tyrolare" på Svensk mediedatabas
34. ↑  "På sätervallen" på Svensk mediedatabas
35. ↑  "Av ren välgörenhet" på Svensk mediedatabas
36. ↑  "Vid brasan" på Svensk mediedatabas
37. ↑  "Det kommer en vår" på Svensk mediedatabas
38. 1 2 3 4 5 6 7  Hit
39. ↑  "Mademoiselle" på Svensk mediedatabas
40. ↑  "Vi har så mycket att säga varandra" på Svensk mediedatabas
41. ↑  "Stopp!" på Svensk mediedatabas
42. ↑  "Hennes melodi" på Svensk mediedatabas
43. ↑  "Mr. Mac McGormac" på Svensk mediedatabas
44. ↑  "Slack i focken pojkar" på Svensk mediedatabas
45. ↑  "Karusellen går" på Svensk mediedatabas
46. ↑  "Tala inte om Tyrolare" på Svensk mediedatabas
47. ↑  "Måsöhambo" på Svensk mediedatabas
48. ↑  "Alle man på post" på Svensk mediedatabas
49. ↑  "Du eller ingen" på Svensk mediedatabas
50. ↑  "Med dej i mina armar" på Svensk mediedatabas
51. ↑  "Jeanette" på Svensk mediedatabas
52. ↑  "Smått förälskad" på Svensk mediedatabas
53. ↑  "Oh boy" på Svensk mediedatabas
54. ↑  "Swing ling-lej" på Svensk mediedatabas
55. ↑  "Alla är vi sjömän" på Svensk mediedatabas
56. ↑  "Efter alla dessa år" på Svensk mediedatabas
57. ↑  "Oh, vad det är ljuvligt" på Svensk mediedatabas
58. ↑  "Vi har gungat uppå havet" på Svensk mediedatabas
59. 1 2 3 4  Sundelöf, Fritz Gustaf (1967). Förteckning över revykupletter och -visor från åren 1900-1955. Stockholm: SKAP. Libris 2482938
60. ↑  Smdb
61. ↑  Smdb